# Patricia Merz
Patricia Merz (2 de junio de 1993) es una deportista suiza que compite en remo.
Ganó tres medallas de bronce en el Campeonato Europeo de Remo entre los años 2017 y 2019. Participó en los Juegos Olímpicos de Tokio 2020, ocupando el séptimo lugar en la prueba de doble scull ligero.

## Palmarés internacional
| Campeonato Europeo | Campeonato Europeo       | Campeonato Europeo | Campeonato Europeo      |
| Año                | Lugar                    | Medalla            | Prueba                  |
| ------------------ | ------------------------ | ------------------ | ----------------------- |
| 2017               | Račice (República Checa) | Medalla de bronce  | Scull individual ligero |
| 2018               | Glasgow (Reino Unido)    | Medalla de bronce  | Doble scull ligero      |
| 2019               | Lucerna (Suiza)          | Medalla de bronce  | Doble scull ligero      |